# Prvenstvo Hrvatske u dvoranskom hokeju 2018.
Prvenstvo Hrvatske u dvoranskom hokeju za sezonu 2017./18. je treći put zaredom osvojila Zelina. 

Prvenstvo je igrano od početka siječnja pa do 4. ožujka 2018. 

## Sudionici
| - Marathon - Zagreb - Mladost - Zagreb - Mladost II - Zagreb - Trešnjevka - Zagreb - Zelina - Sveti Ivan Zelina - Zrinjevac - Zagreb | - Concordia 1906 - Zagreb - Jedinstvo - Zagreb - Spartanac - Split - Mladost III - Zagreb - Mladost IV - Zagreb - Zelina II - Sveti Ivan Zelina - Zrinjevac II - Zagreb |

## Rezultati i ljestvice

### Prva liga

#### Ligaški dio
| mj | klub       | ut | pob | ner | por | gol+ | gol- | bod |              |
| -- | ---------- | -- | --- | --- | --- | ---- | ---- | --- | ------------ |
| 1. | Zelina     | 5  | 5   | 0   | 0   | 51   | 17   | 15  | doigravanje  |
| 2. | Trešnjevka | 5  | 4   | 0   | 1   | 33   | 15   | 12  | doigravanje  |
| 3. | Mladost    | 5  | 3   | 0   | 2   | 26   | 18   | 9   | doigravanje  |
| 4. | Mladost II | 5  | 2   | 0   | 3   | 16   | 21   | 6   | doigravanje  |
| 5. | Marathon   | 5  | 1   | 0   | 4   | 9    | 31   | 3   | razigravanje |
| 6. | Zrinjevac  | 5  | 0   | 0   | 5   | 6    | 39   | 0   | 2. liga      |

#### Doigravanje
| datum           | klub1         | rez           | klub2         |
| poluzavršnica   | poluzavršnica | poluzavršnica | poluzavršnica |
| --------------- | ------------- | ------------- | ------------- |
| 3. ožujka 2018. | Mladost       | 4:2           | Trešnjevka    |
| 3. ožujka 2018. | Zelina        | 14:1          | Mladost II    |
|                 |               |               |               |
| za 3. mjesto    |               |               |               |
| 4. ožujka 2018. | Mladost II    | 5:10          | Trešnjevka    |
|                 |               |               |               |
| završnica       |               |               |               |
| 4. ožujka 2018. | Zelina        | 7:2           | Mladost       |

### Druga liga
| mj | klub           | ut       | pob      | ner      | por      | gol+     | gol-     | bod      |              |
| -- | -------------- | -------- | -------- | -------- | -------- | -------- | -------- | -------- | ------------ |
| 1. | Concordia 1906 | 5        | 5        | 0        | 0        | 64       | 12       | 15       | 1. liga      |
| 2. | Zelina II      | 5        | 4        | 0        | 1        | 16       | 18       | 12       | razigravanje |
| 3. | Mladost III    | 5        | 3        | 0        | 2        | 38       | 16       | 9        |              |
| 4. | Jedinstvo      | 5        | 2        | 0        | 3        | 36       | 26       | 6        |              |
| 5. | Zrinjevac II   | 5        | 1        | 0        | 4        | 9        | 67       | 3        |              |
| 6. | Spartanac      | 5        | 0        | 0        | 5        | 3        | 57       | 0        |              |
|    | Mladost IV     | odustali | odustali | odustali | odustali | odustali | odustali | odustali | odustali     |

#### Razigravanje za 1. ligu
| datum                      | klub1    | rez | klub2  |
| -------------------------- | -------- | --- | ------ |
| 4. ožujka 2018.            | Marathom | 5:4 | Zelina |
|                            |          |     |        |
| "Marathon" ostao u 1. ligi |          |     |        |

## Konačni poredak
| mj.     | klub                          |
| 1. liga | 1. liga                       |
| ------- | ----------------------------- |
| 1.      | Zelina (Sveti Ivan Zelina)    |
| 2.      | Mladost Zagreb                |
| 3.      | Trešnjevka Zagreb             |
| 4.      | Mladost II Zagreb             |
| 5.      | Marathon Zagreb               |
| 6.      | Zrinjevac Zagreb              |
|         |                               |
| 2. liga |                               |
| 1.      | Concordia 1906 Zagreb         |
| 2.      | Zelina II (Sveti Ivan Zelina) |
| 3.      | Mladost III Zagreb            |
| 4.      | Jedinstvo Zagreb              |
| 5.      | Zrinjevac II Zagreb           |
| 6.      | Spartanac Split               |

## Vanjske poveznice
- hhs-chf.hr, Dvoransko prvenstvo Hrvatske za seniore i seniorke